# Кристал Стийл
Кристал Стийл (на английски: Krystal Steal) е артистичен псевдоним на американската порнографска актриса Бранди МакКлиъри (Brandy McCleary), родена на 29 ноември 1982 г. в Ориндж, щата Калифорния, САЩ.

## Награди и номинации
Носителка на награди
- 2004: NightMoves награда за най-добра нова звезда (избор на феновете).[3]

Номинации за награди
- 2006: Номинация за AVN награда за най-добра секс сцена само с момичета (видео).[4]
- 2006: Номинация за AVN награда за най-добра секс сцена с двойка.[4]
- 2007: Номинация за AVN награда за най-добра секс сцена с двойка.[4]